# Zjednodušené řízení drážní dopravy

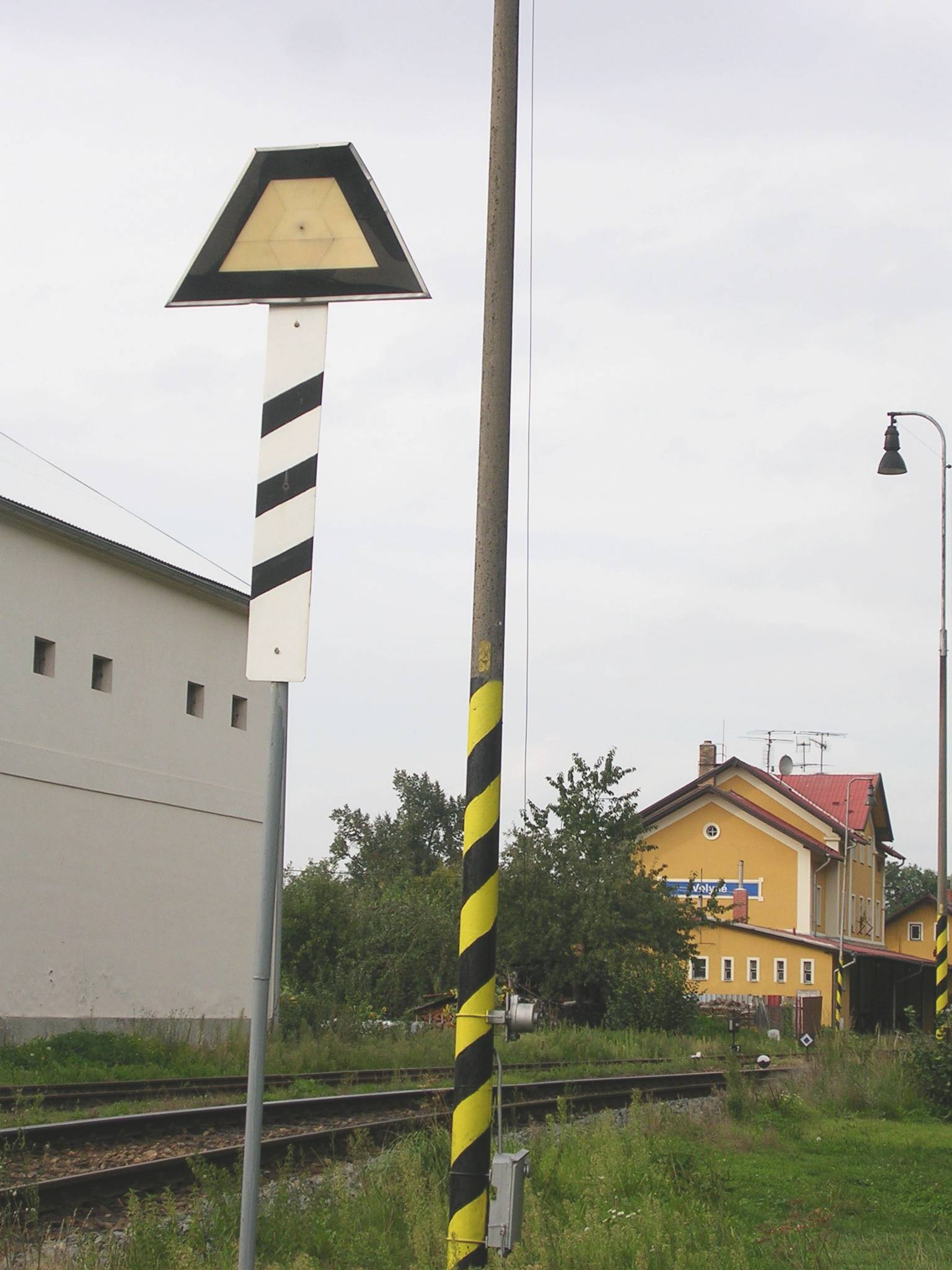
Návěstidlo „Lichoběžníková tabulka“ označuje začátek dopravny D3, označuje hranici mezi širou tratí a dopravnou nebo také vymezuje obvod dopravny

Zjednodušené řízení drážní dopravy je v českých předpisech zakotvený termín pro způsob řízení provozu vlaků a posunu mezi dopravnami na tratích jednokolejných s jednoduchými provozními poměry, kdy dopravny nejsou obsazeny dopravním personálem ani vybaveny proměnnými návěstidly a souhlas s jízdou je získáván jiným způsobem. Různé obdoby tohoto způsobu řízení drážní dopravy existují i v jiných zemích.

## Zjednodušené řízení drážní dopravy na tratích Správy železnic
Tratě se zjednodušeným řízením drážní dopravy provozované Správou železnic jsou řízeny dle předpisu SŽ D3, proto se tyto tratě často nazývají zkráceně tratě D3. Na těchto tratích platí odlišná ustanovení, než na tratích s běžným řízením provozu podle předpisu SŽ D1 ČÁST PRVNÍ (dopravní a návěstní předpis pro tratě nevybavené evropským vlakovým zabezpečovačem). Místa na trati, která jsou určená k řízení jízdy vlaků, nejsou obsazena výpravčím a nenazývají se železniční stanice, nýbrž dopravny D3.
Provoz vlaků na tratích D3 může být řízen pouze dirigováním – drážní doprava je organizována dle Grafikonu vlakové dopravy (GVD) a pokynů dirigujícího dispečera. Možnost organizování drážní dopravy bez dirigování (kdy drážní doprava byla organizována pouze podle GVD) bylo zrušeno 1. července 2013 novelizací předpisu SŽDC D3.
Řídí-li dopravu dirigující dispečer, zakresluje údaje o jízdě vlaku do Grafikonu splněné vlakové dopravy. Křižování, příp. předjíždění a dostižení vlaků je stanoveno jízdním řádem a dovoleno pouze v dopravnách D3 určených prováděcím nařízením (PND3) a při mimořádnostech může dirigující dispečer nařídit změnu – vydává strojvedoucím rozkaz PvD3, kterým jsou strojvedoucí zpraveni o změně v křižování, odříkání a zavádění jiných vlaků, změně určení kolejí v dopravnách D3 a dalších skutečnostech, týkajících se jejich jízdy. Strojvedoucí komunikují s dirigujícím dispečerem traťovým telefonem nebo vysílačkou v dopravnách, ve kterých je to nařízeno jízdním řádem.
Na tratích D3 se používají pouze krycí návěstidla, a to pro krytí přejezdů. Obvod dopraven D3 je vymezen Lichoběžníkovou tabulkou. Při křižování v dopravnách D3, kde jsou současné vjezdy zakázány, se určí pořadí vlaků (vlak první a vlak druhý). Výhybky a výkolejky jsou přestavovány ručně strojvedoucím (nebo vlakovým doprovodem). Jsou vybaveny výměnovými zámky a obsluha má k dispozici soupravu hlavních klíčů. Na některých tratích byly také osazeny výhybky se samovratným přestavníkem. Jazyky takové výhybky se přestavují/obsluhují jízdou vlaku (k přestavení dochází jízdou vlaku směrem po hrotu, tedy rozříznutím jazyků výměny. Samovratný přestavník pak jazyky po projetí vozidel automaticky přestaví/vrátí do základní polohy). Typickým příkladem využití v dopravně  D3 je křižování vlaků, kdy personál výhybky ručně neobsluhuje. Tak se zjednoduší a urychlí  zmíněné křižování vlaků a pobyt vlaků v dopravně se může zkrátit. Výhybky se samovratným přestavníkem jsou v základní poloze postaveny tak, že vlaky opačného směru vjedou do dopravny proti hrotu výhybky a oba zastaví. Každý z nich obsadil "svoji" volnou dopravní kolej. Při odjezdu z dopravny na trať pak přejedou výhybky směrem po hrotu, výměny se přestaví jízdou vlaku (rozříznutím) a automaticky se vrátí do základní polohy.

## Kontroverze
Sama existence tratí fungujících podle předpisu D3 je předmětem kontroverzí pro svou velmi nízkou úroveň zabezpečení, neboť zejména při křižováních vlaků v dopravnách D3 u nich dochází k situacím, že vše závisí na bezchybném jednání strojvedoucího. Kritici předpisu D3 proto požadují buďto zrušení tohoto předpisu a celého používání režimu D3 na tratích (jako alternativa je často zmiňován předpis D4 s režimem radiobloku), či alespoň omezení jeho použití na tratě s tak malým provozem, že na nich ke křižování nedochází. Kritika zesílila v 21. století v souvislosti s železničními nehodami, k nimž na tratích D3 došlo právě při křižováních. Drážní inspekce úroveň zabezpečení na tratích D3 opakovaně kritizovala a vyzývala k jejímu vylepšení. Kritika zesílila v létě 2020 po tragické srážce vlaků u Perninku, načež Správa železnic přislíbila zjednodušené řízení drážní dopravy na většině tratí zrušit nebo zásadně vylepšit jeho zabezpečení.